# عارودة صغيرة
عارودة صغيرة قرية سوريّة تتبع إداريّاً لمحافظة حلب منطقة منبج ناحية خفسة، بلغ تعداد سكانها (296) نسمة حسب التعداد السكاني لعام 2004.